# كورجة
كورجة (بالفارسية: کورجه) هي منطقة سكنية تقع في قسم تشاراويماق المركزي في إيران. يقدر عدد سكانها بـ 53 نسمة .